# Wilhelm Hertz (Dichter)
Wilhelm Hertz, ab 1898 Ritter von Hertz (* 24. September 1835 in Stuttgart; † 7. Januar 1902 in München), war ein deutscher Dichter und Germanist. Wilhelm Hertz war insbesondere im 19. Jahrhundert populär und ist aufgrund des weitreichenden Verlusts vieler seiner Werke heute weitgehend in Vergessenheit geraten, jedoch werden zahlreiche der verschollenen Werke derzeit neu aufgelegt, rekonstruiert und wiederentdeckt.

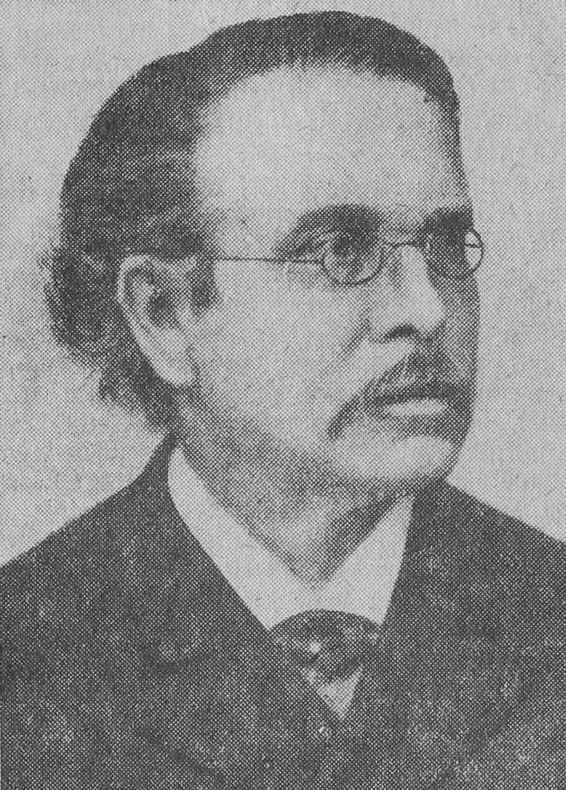
Wilhelm Hertz

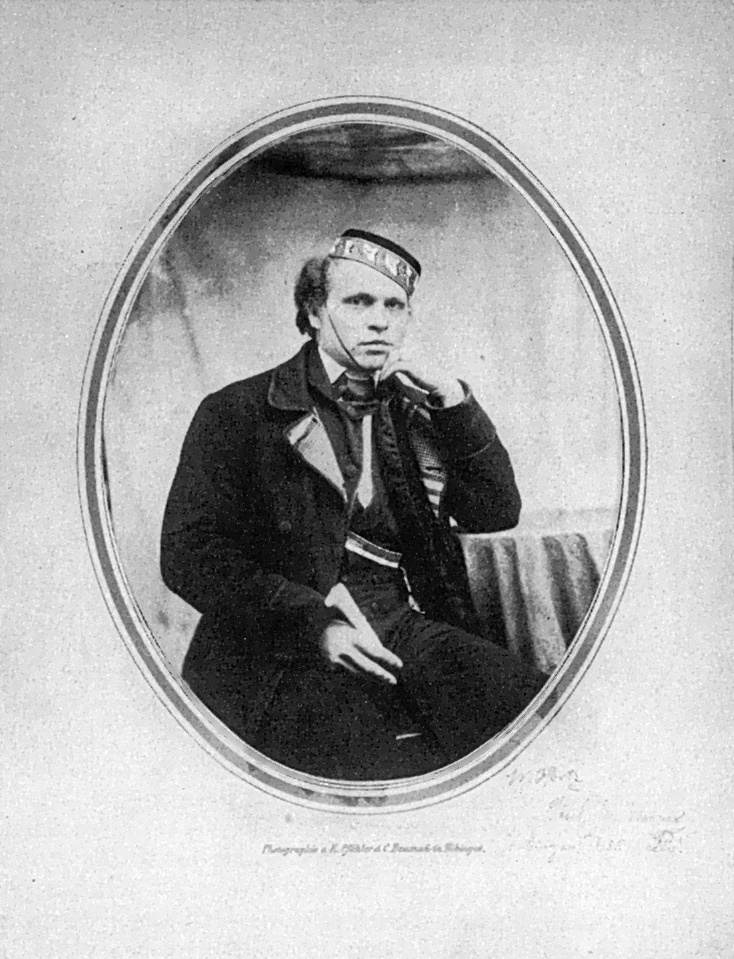
Wilhelm von Hertz, Porträt von Rudolf Pfähler und Carl Baumann (1855)

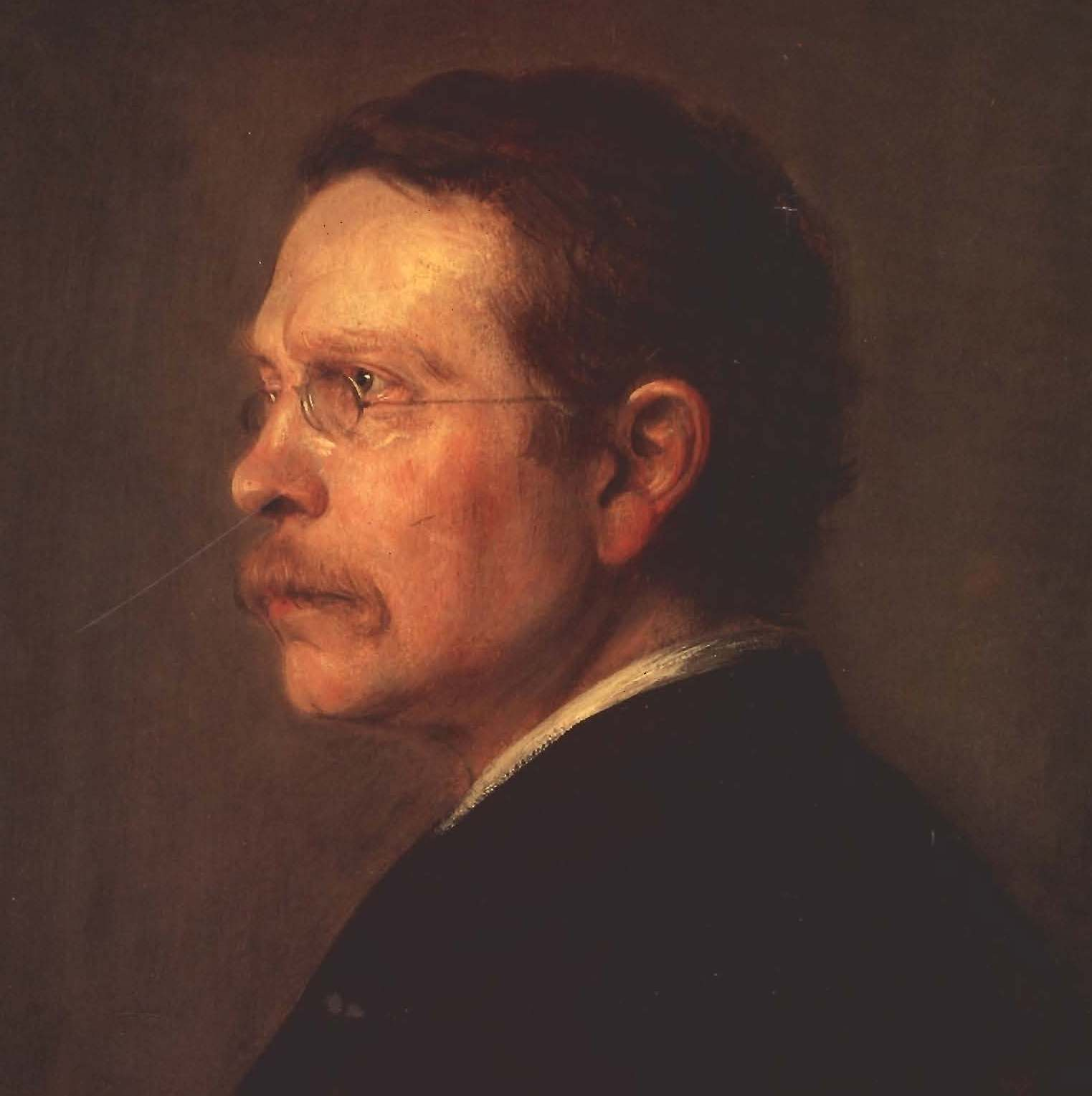
Wilhelm Hertz; Foto eines der beiden Gemälde von Franz von Lenbach

## Leben
Wilhelm Hertz’ Vater Wilhelm Hertz war ein angesehener Kunstgärtner, der sich durch Fachliteratur über Kunst- und Landschaftsgärtnerei viel Ansehen erworben hatte. Seine Mutter Karoline Hertz (geb. Pfizenmayer) starb bei der Entbindung; sie war Urenkelin des bekannten schwäbischen Theosophen Johann Michael Hahn. Die Schuldgefühle, die sich Wilhelm Hertz zeit seines Lebens einredete, finden sich in einigen seiner Werke wieder, beispielsweise in dem Gedicht Am Grabe der Mutter. Mit vier Jahren wurde Hertz zum Vollwaisen und wuchs seither bei seiner Großmutter väterlicherseits auf.
Im Jahre 1843 nahm Wilhelm Hertz eine Ausbildung zum Kaufmann an der Realanstalt Stuttgart auf, welche er bis 1850 besuchte. Während der Zeit auf der Realschule wurden erstmals Hertz’ literarische Talente von Wilhelm Zimmermann bemerkt und bestärkt. Dennoch entschloss sich Hertz nach dem Schulabschluss einen anderen Weg einzuschlagen: Er wurde landwirtschaftlicher Praktikant beim Berkheimer Hof (nahe Schloss Solitude, Stuttgart). Er folgte damit dem Berufsweg seines Vaters.
Anschließend studierte Hertz an der Vereinigten Real- und Gewerbeschule Landwirtschaft. Während seines Studiums fand er sich mit einigen Kommilitonen zu einem sogenannten „Kränzchen“ zusammen (woraus später das Corps Teutonia Stuttgart entstand). Dem Corps gehörte er bis zu seinem Tod an. Ab 1856 war er Mitglied des Corps Franconia Tübingen.
Mit der Fachausbildung unzufrieden wechselte Hertz an das Eberhard-Ludwigs-Gymnasium, wo er 1855 mit seinem Abschluss die Zugangsberechtigung zum Universitätsstudium erwarb. Unmittelbar danach immatrikulierte er sich an der Eberhard Karls Universität Tübingen in den Fächern Germanistik, Anglistik und Romanistik. Am 8. Mai 1855 trat er als Fuchs dem Corps Franconia Tübingen bei. Unter anderem hörte er bei Friedrich Theodor Vischer, Adelbert von Keller und im Besonderen bei Ludwig Uhland, dessen bester und berühmtester Schüler er werden sollte. Während des Studiums verfasste er den Großteil seiner Balladen, die er hauptsächlich den deutschen Volkssagen, dem Nibelungenlied und der Edda entlehnte. Auf einen Preis, der vom bayerischen Maximilianorden ausgeschrieben wurde, bewarb sich Hertz mit dem Drama Ezzelin, welches in die engere Auswahl gelangte (den ersten Preis erhielt der spätere Literaturnobelpreisträger Paul Heyse mit dem Drama Sabinerinnen). Dennoch war Hertz mit der Anerkennung seines Werks äußerst zufrieden und glücklich über die entstandene Freundschaft zu Paul Heyse, die bis zu seinem Tod bestehen sollte. Für seine Doktorarbeit Die epischen Dichtungen der Engländer im Mittelalter erhielt er den Titel des Doktors der Philosophie.
Hertz wollte Paul Heyses Ruf an die Universität München zur Habilitation folgen, jedoch verhinderte dies, wegen drohender Kriegsgefahr, die Einberufung in die Württembergische Armee, wo Hertz als Leutnant im 6. Infanterieregiment diente. Württemberg griff jedoch in den gerade stattfindenden Sardinischen Krieg nicht ein, und Hertz wurde nach dem Friedensschluss am 10. November 1859 aus dem Militärdienst entlassen.
Bereits am 2. Dezember 1858 war Hertz von Paul Heyse in die Künstlergemeinschaft Die Krokodile eingeführt worden, welcher unter anderem auch Emanuel Geibel, Felix Dahn und Friedrich von Bodenstedt angehörten. In den nächsten Jahren folgten Reisen unter anderem nach Oxford, Paris und Rom. Hertz befasste sich in dieser Zeit mit Übersetzungen und Nachdichtungen u. a. des Beowulf und von Tristan und Isolde.
Ab 1861 ließ sich Hertz endgültig in München nieder und habilitierte 1862 mit der Arbeit Der Werwolf. Im Dezember 1875 heiratete er Katharina Cubasch aus Odessa. 1878 wurde Hertz zum ordentlichen Professor berufen (zuvor hatte er lediglich den Status eines außerordentlichen Professors inne). Hertz pflegte viele Freundschaften, so z. B. zum Bildhauer Adolf von Hildebrand.
Im Jahre 1894 immatrikulierte sich Thomas Mann an der Technischen Hochschule München und hörte Vorlesungen bei Wilhelm Hertz.
Am 7. Januar 1902 verstarb Hertz an einer Magenkrankheit und wurde auf dem Schwabinger Friedhof beigesetzt. Den noch heute existierenden Grabstein fertigte Adolf von Hildebrand an, das Grab wurde jedoch bereits aufgelassen.

## Auszeichnungen
- 1878: Große goldene Medaille für Kunst und Wissenschaft des Landes Württemberg
- 1885: Ernennung zum Außerordentlichen Mitglied der königlich bayrischen Akademie der Wissenschaften
- 1890: Ernennung zum ordentlichen Mitglied der königlich bayrischen Akademie der Wissenschaften
- 1896: Verleihung des Komturkreuzes 2. Klasse des württembergischen Friedrichs-Ordens
- 1898: Verleihung des Ritterkreuzes des königlichen Verdienstordens der bayrischen Krone

## Werke
- Dramatische Märchenspiele (zwischen 1847 und 1848)
- Lancelot und Ginevra (1860)
- Das Rolandslied (Übersetzung aus dem Altfranzösischen, 1861)
- Der Werwolf (1862; ISBN 3-253-02684-1) (Digitalisat)
- Marie de France (1862)
- Hugdietrichs Brautfahrt (Epos aus dem Jahre 1863)
- Aucassin und Nicolette (Übersetzung aus dem Jahre 1865)
- Heinrich von Schwaben (Epos aus dem Jahre 1867)
- Gottfried von Straßburg (Übersetzung aus dem Jahre 1877)
- Bruder Rausch (Epos aus dem Jahre 1882)
- Spielmannsbuch (Übersetzung aus dem Jahre 1886) (ISBN 3-253-02624-8)
- Die Sage vom Giftmädchen, Abhandlungen der Philosophisch-Philologischen Classe der Königlich Bayerischen Akademie der Wissenschaften; Bd. 20, Abth. 1, München 1893.
- Am Grabe der Mutter
- Ezzelin (wohl verloren gegangen)
- Geist der Jugend aus Album für Deutschlands Töchter